# NewsRoom
NewsRoom è un programma televisivo italiano di genere talk show, rotocalco e investigativo, ideato e condotto da Monica Maggioni, in onda in streaming su RaiPlay dal 26 giugno al 10 luglio 2024 e in prima serata su Rai 3 dal 17 luglio 2024.

## Il programma
Il programma, nato per creare un legame tra l'audience generalista e quella digitale, è curato da Giulia Sciarra, realizzato dalla Direzione approfondimento e dalla Direzione contenuti digitali e transmediali e racconta il metodo del lavoro giornalistico con il reportage, l'inchiesta e l'analisi dei dati.

## Edizioni
| Edizione | Anno | Conduzione      | Periodo        | Periodo          | Puntate |
| Edizione | Anno | Conduzione      | Inizio         | Fine             | Puntate |
| -------- | ---- | --------------- | -------------- | ---------------- | ------- |
| 1ª       | 2024 | Monica Maggioni | 17 luglio 2024 | 4 settembre 2024 | 8       |
| 2ª       | 2025 | Monica Maggioni | 21 marzo 2025  | 18 aprile 2025   | 5       |

## Puntate e ascolti

### Prima edizione (2024)
| Puntata | Titolo                          | Messa in onda    | Ascolti        | Ascolti | Ascolti |
| Puntata | Titolo                          | Messa in onda    | Telespettatori | Share   | Fonte   |
| ------- | ------------------------------- | ---------------- | -------------- | ------- | ------- |
| 1       | Compra, indossa, butta          | 17 luglio 2024   | 784 000        | 5,42%   | [ 7 ]   |
| 2       | Nell'inferno di Haiti           | 24 luglio 2024   | 459 000        | 3,00%   | [ 8 ]   |
| 3       | NewsRoom Live                   | 31 luglio 2024   | 391 000        | 2,60%   | [ 9 ]   |
| 4       | La Guerra Mondiale del Congo    | 7 agosto 2024    | 304 000        | 2,14%   | [ 10 ]  |
| 5       | Il buio sopra Kabul             | 14 agosto 2024   | 257 000        | 2,17%   | [ 11 ]  |
| 6       | Grande corsa verso l'ignoto     | 21 agosto 2024   | 416 000        | 3,22%   | [ 12 ]  |
| 7       | Avventura nel grande Nord       | 28 agosto 2024   | 432 000        | 2,97%   | [ 13 ]  |
| 8       | Fentanyl, la notte dell'America | 4 settembre 2024 | 817 000        | 5,33%   | [ 14 ]  |
| Media   | Media                           | Media            | 482 000        | 3,36%   |         |

### Seconda edizione (2025)
| Puntata | Messa in onda  | Ascolti        | Ascolti | Ascolti |
| Puntata | Messa in onda  | Telespettatori | Share   | Fonte   |
| ------- | -------------- | -------------- | ------- | ------- |
| 1       | 21 marzo 2025  | 433 000        | 2,41%   | [ 15 ]  |
| 2       | 28 marzo 2025  | 324 000        | 1,82%   | [ 16 ]  |
| 3       | 4 aprile 2025  | 311 000        | 2,00%   | [ 17 ]  |
| 4       | 11 aprile 2025 | 384 000        | 2,40%   | [ 18 ]  |
| 5       | 18 aprile 2025 | 359 000        | 2,40%   | [ 19 ]  |
| Media   | Media          | 362 000        | 2,21%   |         |

## Spin-off

### NewsRoom Doc
| Puntata | Titolo               | Messa in onda  | Ascolti        | Ascolti | Ascolti |
| Puntata | Titolo               | Messa in onda  | Telespettatori | Share   | Fonte   |
| ------- | -------------------- | -------------- | -------------- | ------- | ------- |
| 1       | Silicon Valley, USA  | 29 giugno 2025 | 644 000        | 6,3%    | [ 20 ]  |
| 2       | Bamiyan, Afghanistan | 6 luglio 2025  | 734 000        | 7,5%    | [ 21 ]  |
| 3       | Luderitz, Namibia    | 13 luglio 2025 | 733 000        | 7%      | [ 22 ]  |
| 4       | Sinjar, Iraq         | 20 luglio 2025 | 597 000        | 6,1%    | [ 23 ]  |
| 5       | Leopoli, Ucraina     | 27 luglio 2025 |                |         |         |

## Audience
| Edizione | Rete televisiva | Anno | Stagione  | Orario      | Durata  | Programmazione | Programmazione | Programmazione | Programmazione | Programmazione | Programmazione | Programmazione | Collocazione | Media auditel  | Media auditel | Premiere       | Premiere | Finale         | Finale |
| Edizione | Rete televisiva | Anno | Stagione  | Orario      | Durata  | L              | M              | M              | G              | V              | S              | D              | Collocazione | Telespettatori | Share         | Telespettatori | Share    | Telespettatori | Share  |
| -------- | --------------- | ---- | --------- | ----------- | ------- | -------------- | -------------- | -------------- | -------------- | -------------- | -------------- | -------------- | ------------ | -------------- | ------------- | -------------- | -------- | -------------- | ------ |
| 1ª       | Rai 3           | 2024 | estate    | 21:20-23:00 | 100 min |                |                |                |                |                |                |                | Prima serata | 482 000        | 3,36%         | 784 000        | 5,42%    | 817 000        | 5,33%  |
| 2ª       | Rai 3           | 2025 | primavera | 21:25-23:10 | 105 min |                |                | 362 000        | 2,21%          | 433 000        | 2,41%          | 359 000        | Prima serata | 2,40%          |               |                |          |                |        |